# Bouizazarene Ihaddadene
Bouizazarene Ihaddadene (arabiska: بويزازارن ايحدادن) är en ort i Marocko, som i folkräkningen räknas som stad i landskommunen Ihaddadene. Den ligger i provinsen Nador och regionen Oriental, 400 km öster om huvudstaden Rabat. Antalet invånare var 13 120 vid folkräkningen 2014.